# Ermita de Sant Onofre (Sant Joan)
L'Ermita de Sant Onofre, al puig homònim de Sant Joan, conserva les restes d'un antic oratori medieval dedicat a sant Onofre, actiu al menys des de 1403 i habitat per ermitans al segle xv. Tot i que la vida eremítica va desaparèixer al segle xvii, l'oratori es va mantenir com a santuari popular, especialment venerat cada 12 de juny en la festivitat de sant Onofre.

## Història
L'oratori del puig de sa Bastida es documenta per primera vegada l'any 1403. En aquest any, un document esmenta l'existència d'un oratori on es podien oficiar misses, i les restes d'aquest oratori, juntament amb un petit aljub, són les úniques estructures que es conserven avui dia. En aquell moment, el prevere que hi residia era Bernat de Papagalls.
La presència d'ermitans no es limitava necessàriament a un únic resident. No obstant això, el 1416, el bisbe de Mallorca va establir un límit de sis ermitans per al puig de sa Bastida, fet que indica que, en algun moment, hi podrien haver conviscut diversos ermitans simultàniament. Els inventaris de la possessió de sa Bastida esmenten «una casa on està el donat», fet que suggereix també una presència individual en èpoques posteriors.
A partir del segle xvii, però, els ermitans ja no residien al puig, i la seva absència queda documentada com una notícia històrica en la visita de Berard, qui, tot i trobar l'oratori en bon estat, constata que feia molt temps que no hi vivia cap ermità. Tanmateix, la devoció per sant Onofre havia arrelat entre els habitants de Sant Joan, i l'oratori es va continuar cuidant i mantenint com a santuari per voluntat popular. Aquesta devoció perdurava encara a finals del segle xix, quan l'Arxiduc Lluís Salvador va pujar al puig de Sant Nofre i en va documentar el santuari en el seu llibre Die Balearen, incloent-hi un gravat. L'arxiduc assenyala que les cel·les dels ermitans ja estaven en ruïnes i que l'oratori havia necessitat una restauració. A l'interior, en lloc del retaule medieval, hi havia una talla de sant Onofre, un Crist en la creu i diversos exvots deixats pels fidels.

## Descripció
L'oratori presenta una planta rectangular, amb una sola altura i coberta a dues aigües; només en resten els murs enrunats. Els murs estan construïts amb pedra i tenen cadenes cantoneres de marès, col·locades a saltacavall. La façana principal, orientada a garbí, compta amb un portal d'arc escarser amb dovelles i brancals de marès; a sobre hi ha una claraboia d'una sola peça. A l'interior, es conserva part de la cornisa de marès que sostenia la volta que cobria el temple. La paret de ponent està completament enrunada.
A la part posterior de l'oratori, hi ha un aljub de planta rectangular, amb murs gruixuts i un interior cobert per una volta restaurada. A la part superior, s'hi troba una obertura per extreure l'aigua. L'oratori i l'aljub es troben dins d'un recinte tancat amb una paret, del qual es conserva el portell.
A finals del segle xviii, Jeroni de Berard va visitar el puig de Sant Nofre i va documentar un retaule amb imatges de sant Onofre, la Mare de Déu i Sant Sebastià, amb la data de 1400 inscrita. Aquest retaule també incloïa l'escut d'armes del llinatge Sant Johan, fet que permet atribuir el seu patrocini a Gispert de Sant Johan, senyor de sa Bastida a finals del segle xiv i principis del segle xv. L'únic que es conserva actualment és una talla en fusta de sant Onofre que es guarda a les cases de la possessió de sa Bastida.